# Bob the Drag Queen
Christopher Delmar Caldwell, plus connu sous ses noms de scène Caldwell Tidicue et Bob the Drag Queen, est un artiste américain principalement connu pour sa participation à la huitième saison de RuPaul's Drag Race.

## Jeunesse et éducation
Christopher Delmar Caldwell naît le 22 juin 1986 à Columbus, dans l'État de Géorgie, aux États-Unis. Il déménage beaucoup pendant son enfance, notamment à Phenix City, Corinth, LaGrange et Atlanta, pour finalement grandir à Clayton County,. Sa mère, Martha Caldwell, est propriétaire d'un bar où se représentent des drag queens ; il explique que les soirs où sa mère ne pouvait pas se permettre une baby-sitter, il y travaillait et aidait à l'encaissement des clients.

Christopher décrit sa mère comme une grande influence tôtive de sa vie :
J'ai grandi avec une mère qui m'a toujours dit que je pouvais faire ce que je voulais, c'est pour ça que je me trouvais incroyable. Elle me disait : « Tu es tellement beau, pourquoi ne fais-tu pas du mannequinat ? »
Christopher étudie au Morrow High School d'Ellenwood, puis emménage de nouveau à Columbus pour étudier le théâtre à la Columbus State University, où il découvre le drag,.
À 22 ans, il déménage dans le Queens, à New York, dans l'État de New York, avec 500 dollars en poche et deux valises, dans l'espoir de devenir acteur et stand-uppeur,. Avant de devenir drag queen, il dirige un atelier de théâtre pour enfants et les décrit comme une « constante source de joie pour [lui] ».

## Carrière

### Débuts
Christopher commence sa carrière de drag queen durant l'été 2009, après la diffusion de la première saison de RuPaul's Drag Race, sous le nom de Kitten Withawhip, en référence au film éponyme de 1964,,. Il explique les difficultés de ses débuts :
Je ne gagnais rien et je ne recevais aucune invitation. Ça me coûtait beaucoup d'argent. Je participais à cette compétition tous les jeudis. Puis une autre le mercredi. Et une autre le mardi. Je n'en ai jamais gagné aucune. Après quelques années, j'ai enfin gagné. C'était assez amusant et addictif.
En 2013, il change officiellement son nom de scène en Bob the Drag Queen, après une mésaventure lors d'un karaoké.

### Consécration télévisée
Le 1er février 2016, Bob the Drag Queen est annoncée comme l'une des douze candidates de la huitième saison de RuPaul's Drag Race. Reconnue pour sa comédie, elle remporte la saison le 16 mai 2016 face à Kim Chi et Naomi Smalls.
De 2020 à 2022, elle est, avec Eureka et Shangela, présentatrice de l'émission de relooking We're Here sur HBO,,. La série est notamment primée aux Emmy Awards et aux GLAAD Media Awards.

### Autres projets
En février 2018, Bob remplace Katya comme co-animatrice de The Trixie & Katya Show, diffusé sur Viceland, aux côtés de Trixie Mattel, pendant les cinq derniers épisodes.
Le 15 mars 2018, Bob lance son podcast Sibling Rivalry avec sa drag sister Monét X Change.
Du 14 octobre 2023 au 26 avril 2024, Bob the Drag Queen fait la première partie et l'introduction du Celebration Tour de Madonna.

## Discographie

### EPs
- 2023 : Gay Barz

### Singles
| Année | Titre                              | Featuring(s)                 | Album    |
| ----- | ---------------------------------- | ---------------------------- | -------- |
| 2016  | Purse First                        | DJ Mitch Ferrino             | —        |
| 2016  | Bloodbath                          | DJ Mitch Ferrino             | —        |
| 2017  | Yet Another Dig                    | Alaska Thunderfuck 5000      | —        |
| 2017  | Deck a Ho (DJ Mitch Ferrino Remix) | Shangela                     | —        |
| 2020  | The Most Office                    | Peppermint, DJ Mitch Ferrino | —        |
| 2022  | Bitch Like Me                      | —                            | Gay Barz |
| 2022  | Black                              | Basit, Ocean Kelly           | Gay Barz |

### Apparitions

#### Albums
| Année | Titre        | Autre(s) artiste(s) | Album              |
| ----- | ------------ | ------------------- | ------------------ |
| 2016  | Wrong Bitch  | Todrick Hall        | Straight Outta Oz  |
| 2017  | Sandra Claus | —                   | Christmas Queens 3 |

#### Singles
| Année | Titre      | Artiste        | Album |
| ----- | ---------- | -------------- | ----- |
| 2018  | Soak It Up | Monét X Change | —     |

## Filmographie
- 2016 :
  - RuPaul's Drag Race : elle-même (saison 8, gagnante)
  - RuPaul's Drag Race: Untucked : elle-même
  - High Maintenance : Darnel
- 2017 :
  - Playing House : elle-même
  - RuPaul's Drag Race : elle-même (saison 9, épisode 14)
  - Bob the Drag Queen: Suspiciously Large Woman : elle-même
- 2018 :
  - The Trixie & Katya Show : elle-même (co-présentatrice avec Trixie Mattel)
  - RuPaul's Drag Race : elle-même (saison 10, épisode 1)
- 2019 :
  - Les Chroniques de San Francisco : Ida Best
  - A Black Lady Sketch Show : elle-même (saison 1, épisode 2)
  - Bob the Drag Queen: Crazy Black Lady : elle-même
- 2020 : RuPaul's Celebrity Drag Race : elle-même
- 2020–2022 : We're Here : elle-même (co-présentatrice avec Eureka et Shangela)
- 2021 :
  - A Little Late with Lilly Singh : elle-même
  - The Sherry Vine Show : elle-même
  - CBS This Morning : elle-même
  - Lucifer : Busty Bazoongas (saison 6, épisode 2)
  - The Boulet Brothers' Dragula : elle-même (saison 3, épisode 8)
- 2022 :
  - A Black Lady Sketch Show : elle-même (saison 3, épisode 2)
  - Legendary : elle-même (saison 3, épisode 5)
  - Stand Out: An LGBTQ+ Celebration : elle-même
  - Trixie Motel : elle-même
  - Les Simpson : elle-même (saison 34, épisode 12)

## Théâtre
- 2017 : Angels in America : Belize (production du Berkeley Repertory Theater)